# Riccioli d'Oro e Orsetto
Riccioli d'Oro e Orsetto (Goldie & Bear) è una serie televisiva animata prescolare del 2015. Creata da Jorge Aguirre e Rick Gitelson per Disney Junior per la regia di Chris Gilligan, con le canzoni di Rob Cantor e la colonna sonora di Greg Nicolett e Gregory James Jenkins. È prodotta con la grafica tridimensionale computerizzata realizzata dalla ICON Creative Studio.
La prima stagione è stata trasmessa dal 12 settembre 2015 al 15 agosto 2016 prodotta dalla Milk Barn Animation e distribuita da Disney Junior. È stata poi riproposta per la seconda stagione, prodotta dalla Titmouse Productions, dal 18 settembre 2017 al 1 ottobre 2018.
In Italia è stata trasmessa dal 2 marzo 2016 su Disney Junior e Rai Yoyo.

## Trama
Ispirata ai personaggi delle fiabe dei Fratelli Grimm, narra le avventure di amicizia della piccola Riccioli d'Oro e del suo migliore amico Jack l'orsetto che si avventurano nella Foresta delle Fiabe, luogo abitato da Cappuccetto Rosso, I Tre Porcellini, Humpty Dumpty, Jack Horner ed altri personaggi.

## Personaggi e doppiatori
| Personaggio              | Doppiatore originale | Doppiatore italiano                      |
| ------------------------ | -------------------- | ---------------------------------------- |
| Riccioli d'Oro           | Natalie Lander       | Veronica Puccio                          |
| Orsetto                  | Georgie Kidder       | Gaia Bolognesi (voce) Simone Iuè (canto) |
| Cappuccetto Rosso        | Justine Huxley       | Emanuela Damasio                         |
| Nonna                    | Justine Huxley       | Lorenza Biella                           |
| Lupo                     | Jim Cummings         | Fabrizio Vidale                          |
| Jack                     | David Kaufman        | Niccolò Guidi                            |
| Brix (I Tre Porcellini)  | David Kaufman        | Gianluca Crisafi                         |
| Baley (I Tre Porcellini) | David Lodge          | Stefano Broccoletti                      |
| Twigs (I Tre Porcellini) | Kath Soucie          | Benedetta Ponticelli                     |
| Humpty                   | Mitchell Whitfield   | Gabriele Lopez                           |
| Dylan                    |                      | Leonardo Angrisano                       |
| Donna                    |                      | Ilaria Giorgino                          |
| Felicity                 |                      | Carolina Gusev                           |
| Gigante                  |                      | Leslie James La Penna                    |
| Mama Orso                | Mary Birdsong        |                                          |